# Pleurothallis curvifructa
Pleurothallis curvifructa är en orkidéart som beskrevs av Henry Gordon Jones. Pleurothallis curvifructa ingår i släktet Pleurothallis och familjen orkidéer.
Artens utbredningsområde är Guyana. Inga underarter finns listade i Catalogue of Life.